# Gyula Zombori
Gyula Zombori (ur. 16 listopada 1903 w Szenta, zm. 8 maja 1946) – węgierski zapaśnik walczący w obu stylach. Olimpijczyk z Los Angeles 1932, gdzie zajął piąte i ósme miejsce w wadze półśredniej.
Srebrny medalista mistrzostw Europy w 1930 i 1931 roku.

## Letnie Igrzyska Olimpijskie 1932
| Konkurencja | Eliminacje             | Klas. końcowa |
| Konkurencja | Przeciwnik I           | Miejsce       |
| ----------- | ---------------------- | ------------- |
| 72 kg       | Ivar Johansson (SWE) P | 8.            |

| Konkurencja | Eliminacje   | Eliminacje             | Eliminacje                 | Klas. końcowa |
| Konkurencja | Przeciwnik I | Przeciwnik II          | Przeciwnik III             | Miejsce       |
| ----------- | ------------ | ---------------------- | -------------------------- | ------------- |
| 72 kg       | wolny los    | Danny McDonald (CAN) P | Eino Aukusti Leino (FIN) P | 5.            |

Jego młodszy brat Ödön również był zapaśnikiem, mistrzem i wicemistrzem olimpijskim.